# Jardin des murs de Piper
Le jardin des murs de Piper (en suédois : Piperska murens trädgård) est un parc du quartier de Kungsholmen à Stockholm en Suède,

## Les murs de Piper
Piperska Muren est un manoir situé dans l'ilôt urbain de Piperska muren, à Kungsholmen.
Le manoir a été construit au XVIIème siècle et acheté en 1694 par le comte Carl Piper.
En 1702, sa femme Christina Piper (sv) fit construire un haut mur en grès rose, qui devint populairement connu sous le nom de Piperska Muren (Mur des Piper),.
La propriété appartient à la Loge de Stockholm de l'Ordre de Coldinu (sv) depuis 1807.
L'Ordre de Svea (sv) et plusieurs autres sociétés y ont également leurs bureaux.
En plus des rassemblements propres aux ordres, les locaux sont désormais utilisés pour des activités de conférence et de banquet,.

## Le jardin
En 1695, débute la construction d'un jardin d'agrément à l'ouest de la maison.
Après que Carl Piper ait accompagné les armées de Charles XII lors de la Grande Guerre du Nord en Russie en 1700 en tant que conseiller et diplomate, et qu'en 1709, après la bataille de Poltava, il se soit retrouvé en une longue captivité dans la forteresse de Nöteborg, sa femme Christina Piper a continué les travaux du jardin. Nicodemus Tessin le Jeune et Johan Hårleman furent engagés comme architectes de jardins,.
Christina Piper a fait construire le haut mur de pierre en grès de Roslagen, qui a donné son nom au lieu, avec ,entre autres, des bustes romains dans des niches.
Après la mort de Carl Piper en captivité en Russie en 1716, le manoir fut repris par son fils Carl Fredrik Piper.
Il vendra la propriété en 1757 au Français et fabricant de tabac à priser Jean Théodore La Font, après quoi le jardin tomba à l'abandon et fut réduit par division du terrain.
La Font fit faillite en 1764, après quoi les biens restants furent achetés par l'Ordre de l'Amarante.
Il fut vendu en 1807 à le Coldinuorden (sv), qui en est toujours propriétaire.
Au cours de la première moitié des années 1940, un accord fut conclu entre la ville de Stockholm et le Coldinuorden pour accorder l'accès du public au jardin en échange de la prise en charge par la ville de son entretien, après quoi le parc fut rénové en 1945-1946,.
À la fin des années 1990, le jardin a été restauré pour redevenir un jardin baroque.
Le long des allées de Scheelegatan, le jardin est délimité à l'intérieur d'une clôture en fer forgé par trois allées de tilleuls taillés, deux rangées au nord et une au sud. Le jardin est composé principalement de quatre blocs de pelouses entourés de briques et de buis bas. Il y a deux fontaines dans le jardin. Les allées sont pavées de bardeaux blancs.
Le mur de Piper est richement décoré de sculptures, notamment de moulages de bustes et de statues romaines. Dans le mur faisant face à Pipersgatan se trouvent neuf bustes, la plupart d'entre eux représentant des empereurs romains. Dans le jardin baroque lui-même, on trouve huit petits putti dorés et huit sculptures autoportantes plus grandes, dont celles d'Hercule, de Minerve et de Mars,.

## Galerie

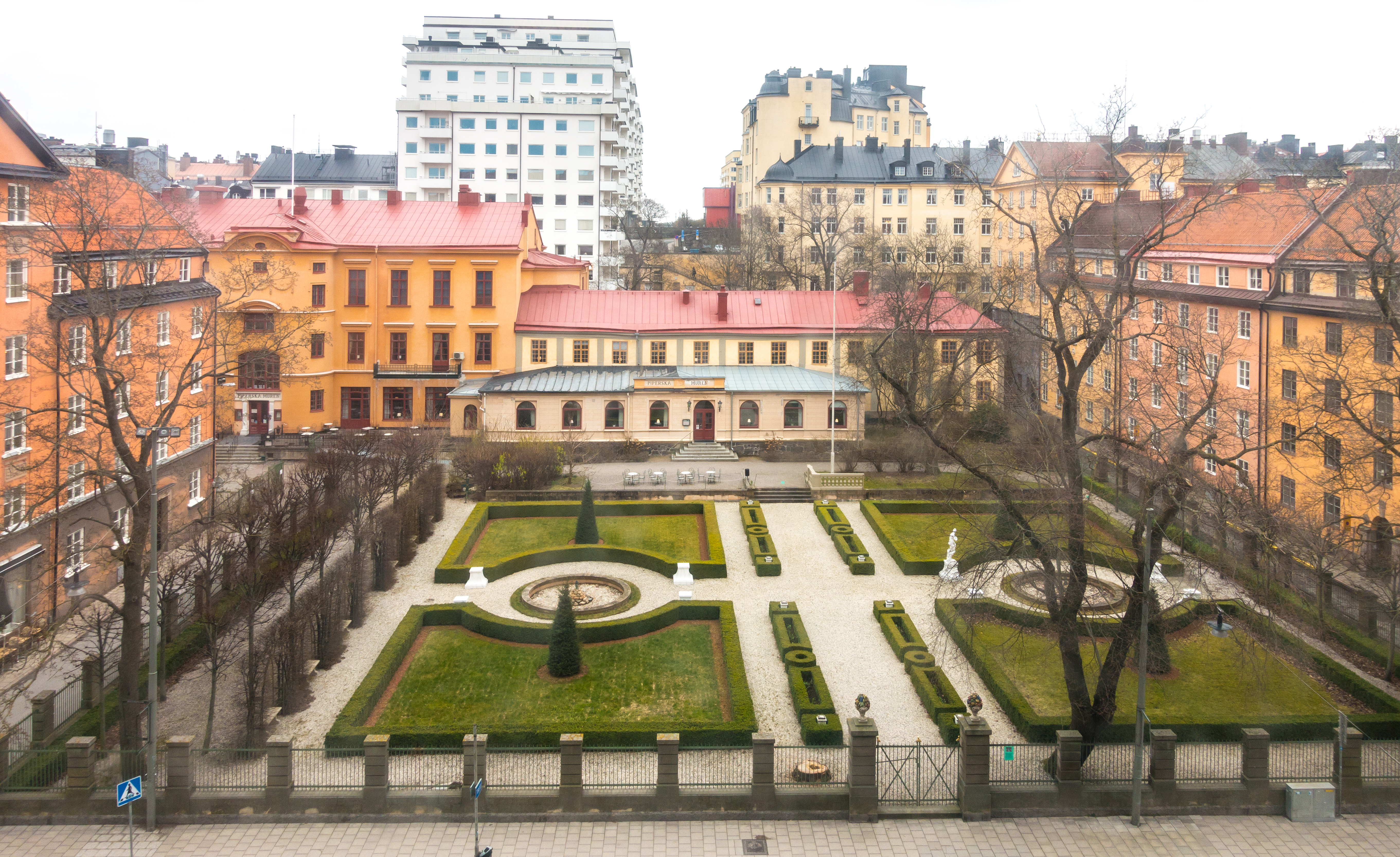
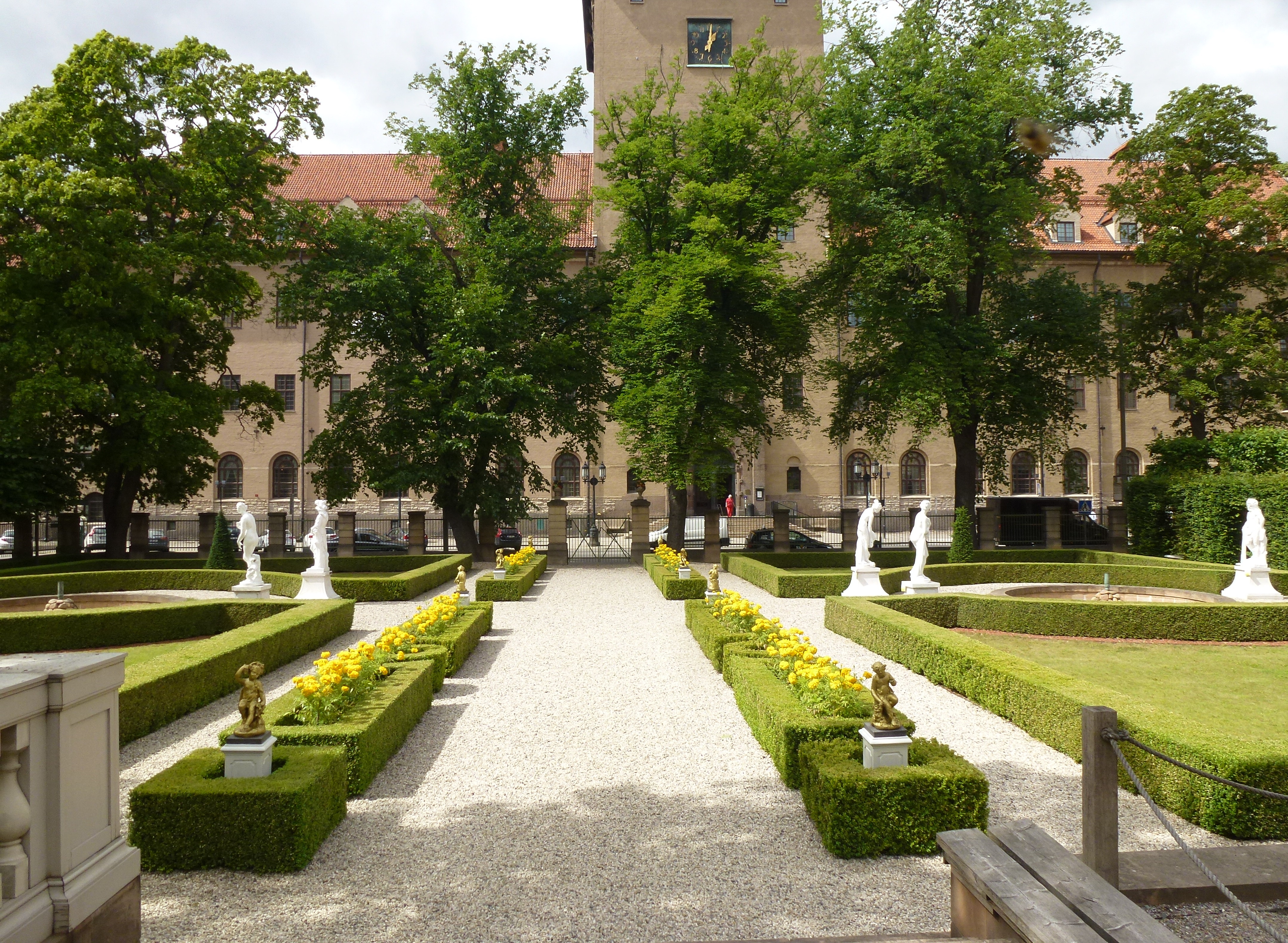
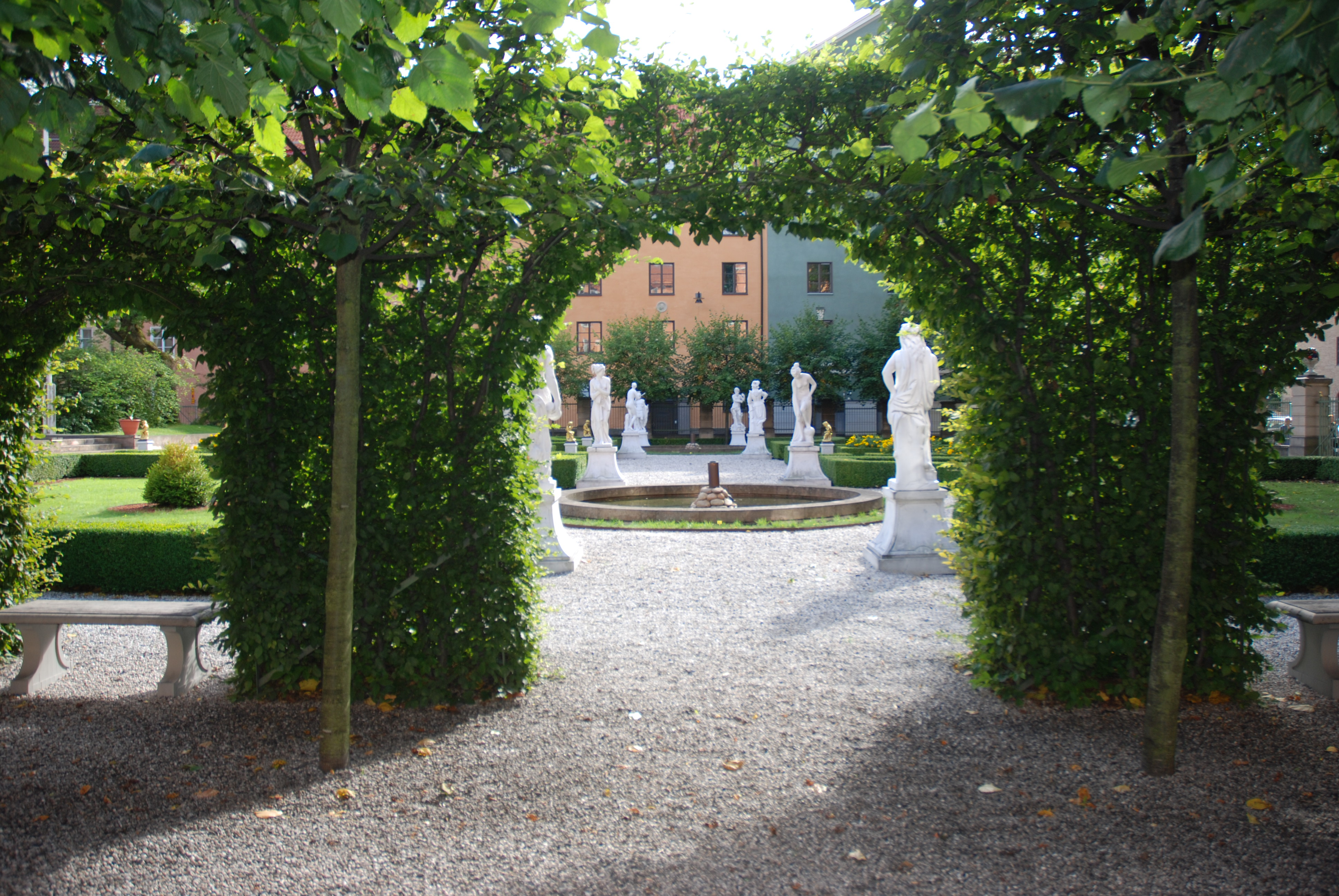
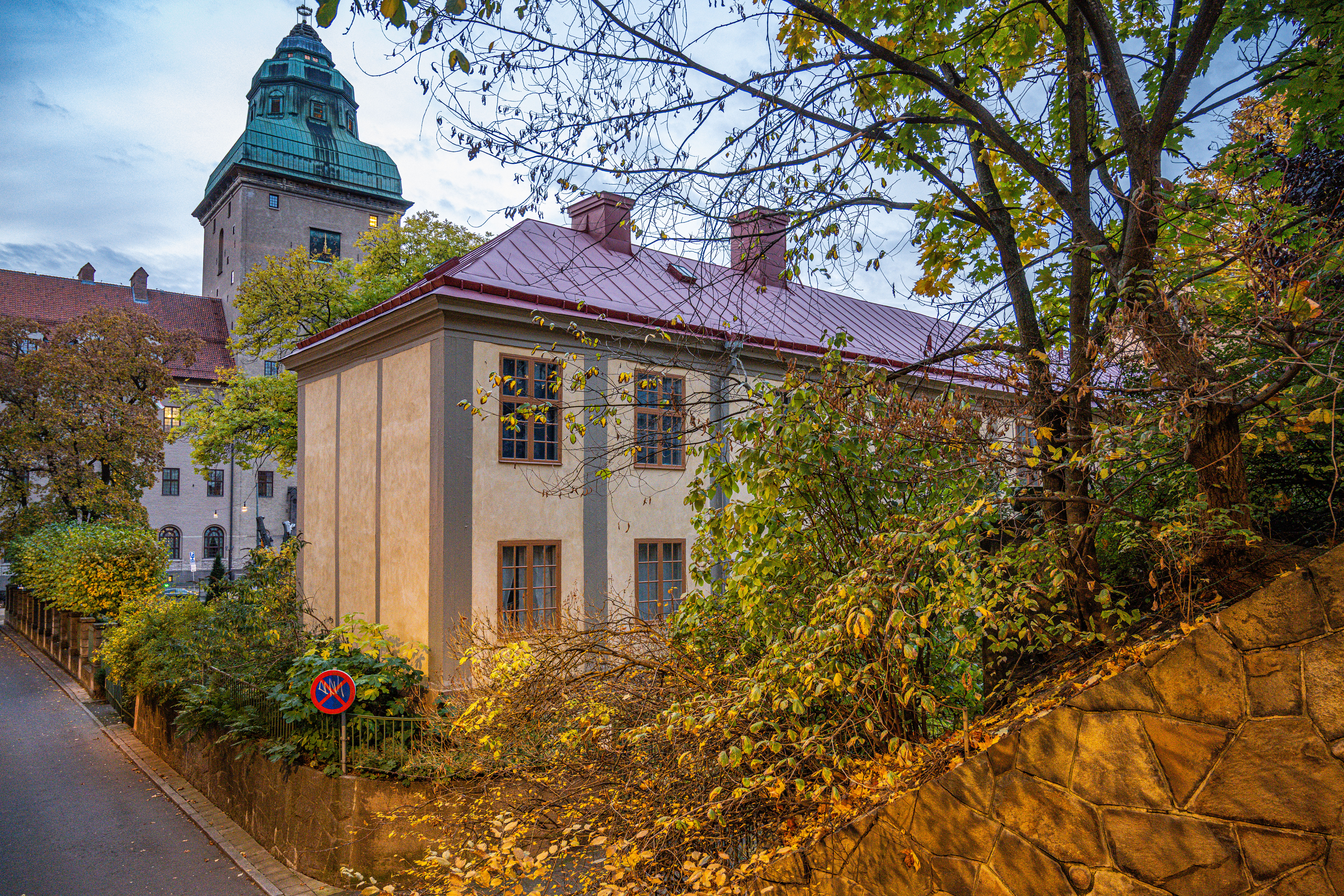

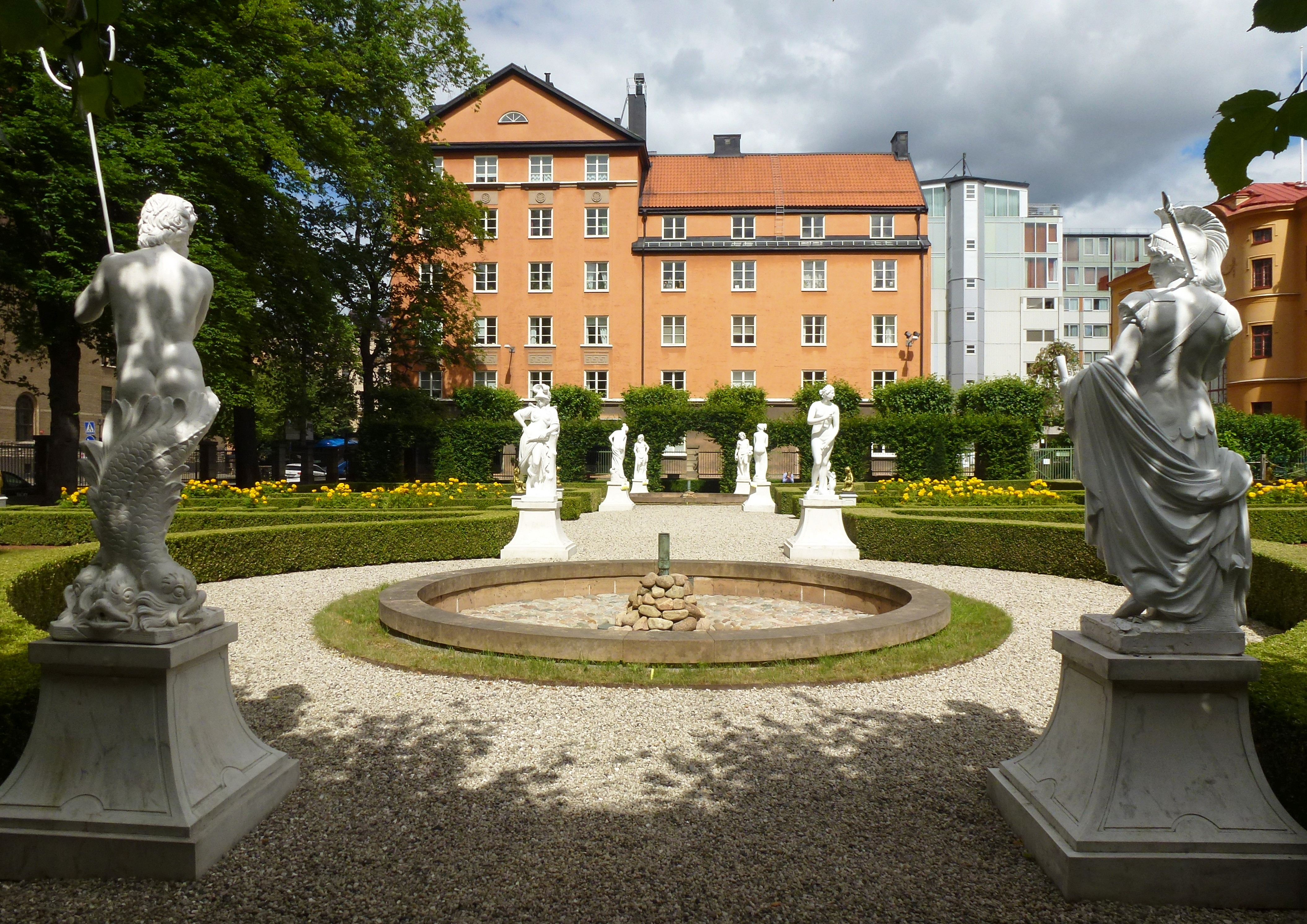
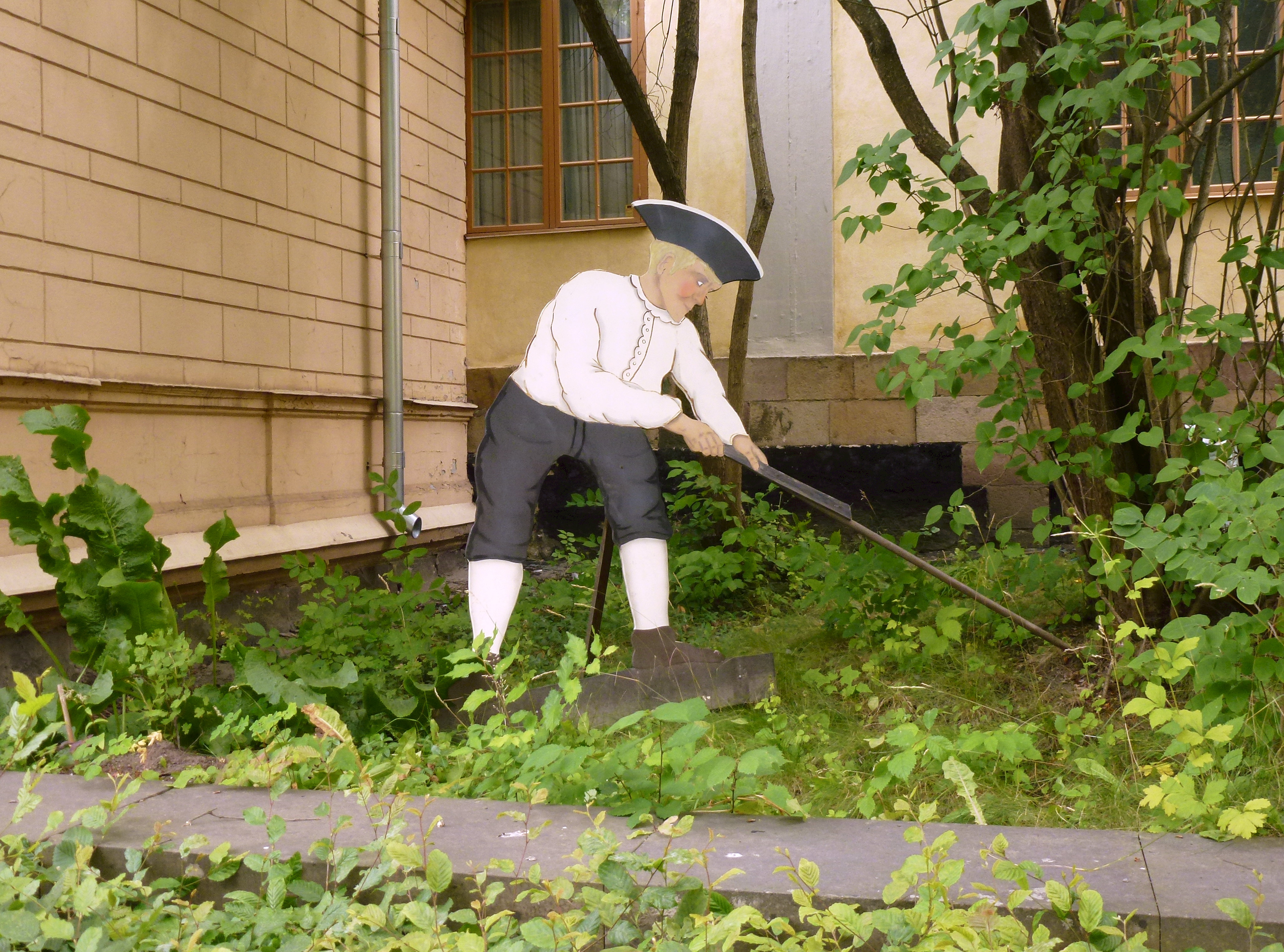
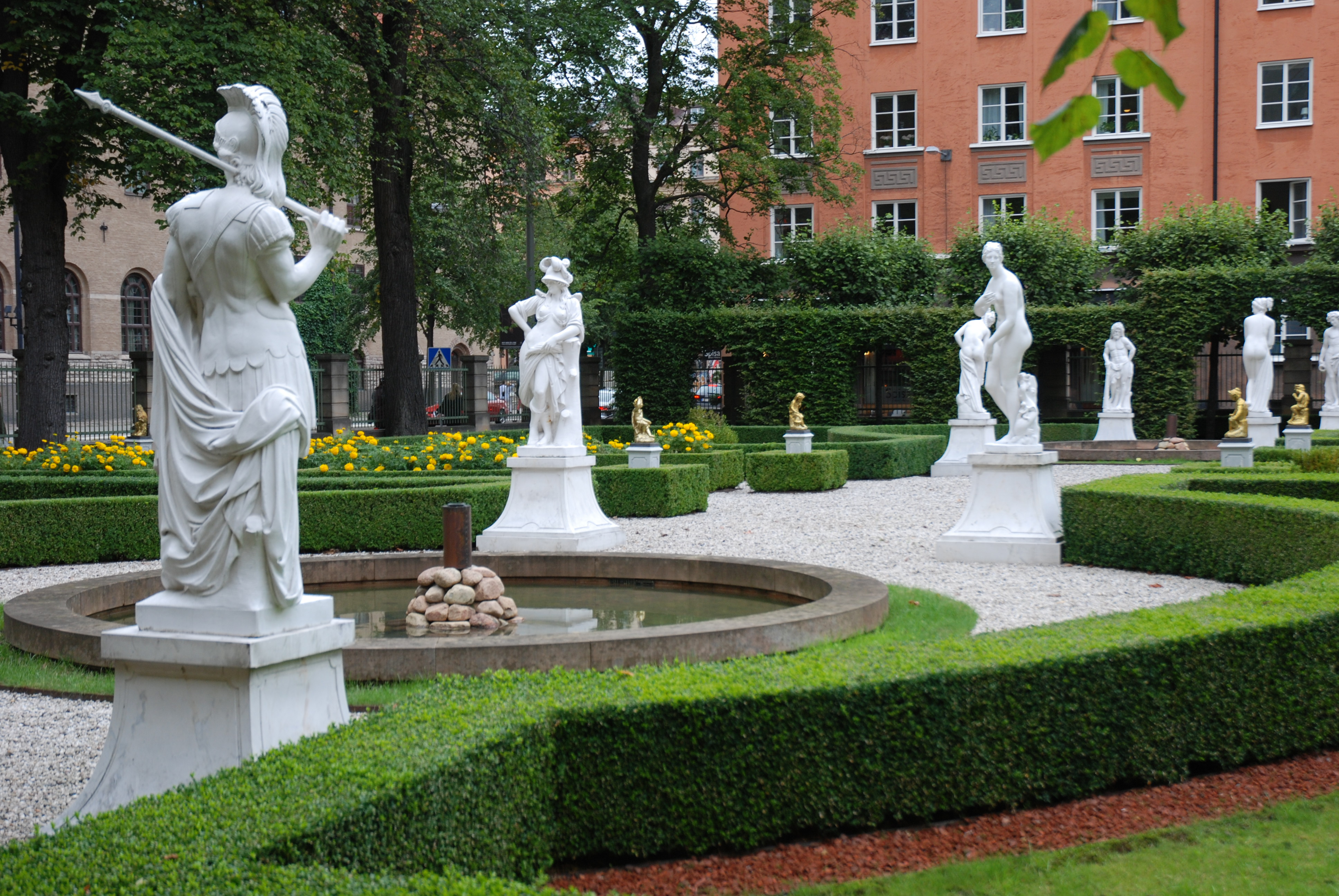
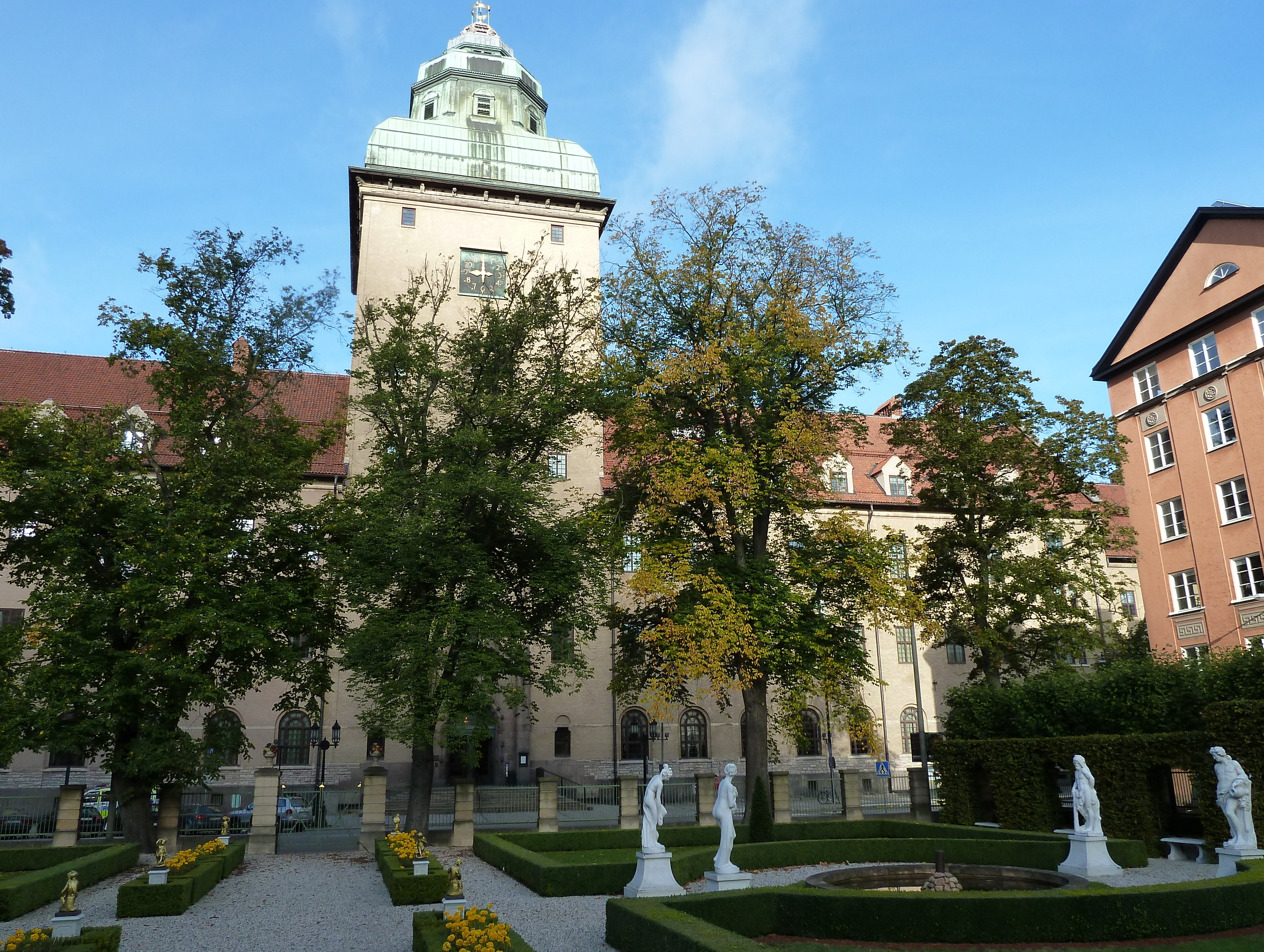